# Silver Republican Party
Il Silver Republican Party, in seguito conosciuto come Lincoln Republican Party, fu un partito politico statunitense esistito tra il 1896 ed il 1901. Si chiamava così perché si separò dal Partito Repubblicano sostenendo l'argento libero (in effetti, una politica monetaria espansionista) e il bimetallismo. Il Partito Repubblicano si opponeva all'argento libero e sosteneva il sistema aureo. La base del Silver Republican Party era concentrata negli Stati Uniti d'America occidentali, dove le miniere di argento costituivano una importante industria. Uno dei portavoce di punta alla Camera dei rappresentanti fu Willis Sweet dell'Idaho. I rappresentanti del partito furono eletti al Congresso da diversi stati occidentali; sia alle elezioni presidenziali del 1896 che a quelle del 1900, il Silver Republican Party sostenne il candidato presidenziale democratico William Jennings Bryan contro il candidato repubblicano William McKinley. 
Nel 1901 il Silver Republican Party fu sciolto e quasi tutti i suoi membri aderirono nuovamente al Partito Repubblicano, in particolare dopo che Theodore Roosevelt divenne presidente nel settembre 1901. Tuttavia, alcuni rappresentanti del partito come il senatore Fred Dubois dell'Idaho e l'ex Segretario degli Interni Henry M. Teller del Colorado, si unirono al Partito Democratico per agevolare l'ala Bryan del partito contro quella conservatrice dei Bourbon Democrat.

## Principali esponenti
- Jonathan Bourne Jr. – senatore dell'Oregon
- Frank J. Cannon – senatore dello Utah
- Fred Dubois – senatore dell'Idaho
- Lee Mantle – senatore del Montana
- Richard F. Pettigrew – senatore del Dakota del Sud
- John F. Shafroth – rappresentante del Colorado, in seguito governatore e senatore
- Willis Sweet – rappresentante dell'Idaho
- William Morris Stewart – rappresentante del Nevada
- Henry M. Teller – senatore e segretario dell'Interno del Colorado
- Edgar Wilson – rappresentante dell'Idaho
- Charles A. Towne – senatore del Minnesota

## Fonti
- Clinch, Thomas A. Urban Populism and Free Silver in Montana: A Narrative of Ideology in Political Action (University of Montana Press, 1970).
- Ellis, Elmer. "The Silver Republicans in the Election of 1896." Mississippi Valley Historical Review 18.4 (1932): 519-534. online
- Johnson, Claudius O. "The Story of Silver Politics in Idaho, 1892-1902." Pacific Northwest Quarterly  (1942): 283-296. online
- Wellborn, Fred. "The Influence of the Silver-Republican Senators, 1889-1891." Mississippi Valley Historical Review 14.4 (1928): 462-480.  online
- Williams, Robert Earl. "The Silver Republican Movement in Montana." (Master's thesis, Montana State University, 1965). online
- Young, Bradley J. "Silver, discontent, and conspiracy: The ideology of the Western Republican revolt of 1890-1901." Pacific Historical Review 64.2 (1995): 243-65.  online